# Veleno, mare e ammore
Veleno, mare e ammore è un album del cantautore italiano Enzo Gragnaniello, pubblicato dall'etichetta discografica Mercury nel 1992.
L'album era disponibile su long playing, musicassetta e compact disc.

## Tracce
1. Smog & stress
2. Mondi blu
3. Mai hoi
4. Senza voce
5. Tu non m'hai detto
6. Mare
7. Vene, leghe e seghe
8. Quanto vale
9. Quartieri
10. Osiride
11. Passione

## Formazione
- Enzo Gragnaniello – voce, chitarra acustica, programmazione, tastiera, chitarra classica
- Michele Montefusco – chitarra acustica, chitarra elettrica, chitarra classica
- Caterina Costa – percussioni
- Adriano Pennino – pianoforte
- Massimo Volpe – tastiera
- Josè Larillo – chitarra flamenca
- Roberto Ciscognetti – batteria
- Joe Amoruso – tastiera
- Peppe Sannino – percussioni
- Massimo Cecchetti – basso
- Mimmo Virgili – tastiera
- Josè Antonio de Bormujos – chitarra flamenca
- Tony Cercola – percussioni
- Alfonso D'Amora – tastiera, chitarra elettrica
- Corrado Sfogli – chitarra classica, mandoloncello
- Franco Faraldo – percussioni
- Paolo Termini – chitarra classica
- Lisa Flores – percussioni
- Paolo Raffone – tastiera
- Carmen Ranieri – percussioni
- Rino Zurzolo – contrabbasso
- Carlo Faiello – contrabbasso
- Michele Signore – violino
- Valentina Crimaldi – flauto